# Dakar Records
Dakar Records est un label discographique américain, anciennement basé à Chicago, dans l'Illinois, actif entre 1967 et 1976.

## Histoire
Dakar Records est fondé en 1967 par Carl Davis, alors qu'il était employé par le label Brunswick Records. Il est initialement distribué par Atlantic Records, filiale de Cotillion Records et était basé à Chicago. Toutes les œuvres sorties après 1970 furent distribuées par Brunswick Records. Le label ferme en 1976.
Dakar Records a accueilli un certain nombre d'artistes connus dont Tyrone Davis, Hamilton Bohannon, et Sidney Joe Qualls. Dakar Records a sorti aussi des albums de Boobie Knight and the Universal Lady, Even Stevens, Johnny Sayles, Prophets of Soul et Mighty Doug Haynes. Appartenant désormais à Brunswick, le catalogue de Dakar Records est distribué par Koch Entertainment.